# Gratonita
La gratonita és un mineral de plom, arsènic i sofre, químicament és un sulfur de plom (II) i d'arseni (III), de fórmula Pb9As₄S15, de color gris plom fosc, una duresa de 2,5, una densitat de 6,17-6,22 g/cm³, cristal·litza en el sistema hexagonal. El seu nom fa honor a Louis Caryl Graton (1880-1970), geòleg de mines nord-americà, de la Universitat Harvard, a Cambridge, Massachusetts. Fou descoberta a la mina Excelsior, a Cerro de Pasco, Perú, el 1939.
Segons la classificació de Nickel-Strunz, la gratonita pertany a «02.JB: Sulfosals de l'arquetip PbS, derivats de la galena, amb Pb» juntament amb els següents minerals: diaforita, cosalita, freieslebenita, marrita, cannizzarita, wittita, junoita, neyita, nordströmita, nuffieldita, proudita, weibul·lita, felbertalita, rouxelita, angelaite, cuproneyita, geocronita, jordanita, kirkiita, tsugaruita, pillaita, zinkenita, scainiita, pellouxita, chovanita, aschamalmita, bursaita, eskimoita, fizelyita, gustavita, lil·lianita, ourayita, ramdohrita, roshchinita, schirmerita, treasurita, uchucchacuaita, ustarasita, vikingita, xilingolita, heyrovskýita, andorita IV, marrucciïta, vurroïta i arsenquatrandorita.